# Palacio de Lambeth
El palacio de Lambeth es un palacio de origen medieval inglés, la residencia oficial en Londres del arzobispo de Canterbury. Se encuentra en Lambeth, Reino Unido de Gran Bretaña e Irlanda del Norte. Situado en la orilla sur del río Támesis a poca distancia, río arriba y en la orilla contraria, del palacio de Westminster. Fue adquirido por el arzobispado alrededor de 1200.

## Historia

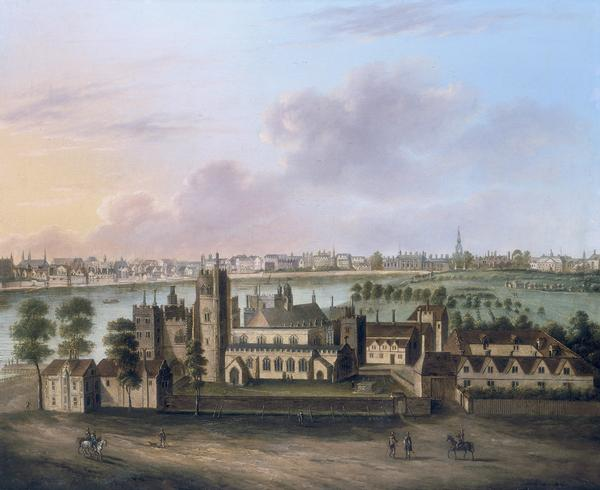
Dibujo del Palacio de Lambeth en 1685.

La orilla sur del Támesis, que no es parte del Londres histórico, se desarrolló muy lentamente debido a que la tierra era baja y estaba empapada. El nombre “Lambeth” incorpora la palabra “hithe”, un aterrizaje en el río: los arzobispos llegaban y se iban por agua, como lo hizo John Wycliff, que fue procesado aquí por herejía. En la revuelta de los campesinos de 1381 el palacio fue atacado, y el arzobispo Simon Sudbury, fue capturado por los rebeldes y posteriormente ejecutado.
La parte más antigua del palacio es la capilla. La llamada torre Lollard, que mantiene evidencias de su uso como prisión, data de 1440. Hay una puerta de ladrillo de estilo tudor construida por el cardenal John Morton en 1495. Se cree que la higuera que hay en el patio del palacio es la higuera Blanca de Marsella que plantó el cardenal Pole en 1525.
El Gran Salón fue desvalijado por las tropas de Cromwell durante la Guerra Civil inglesa, y tras la Restauración fue reconstruida por el arzobispo William Juxon en 1663 con un tejado gótico de vigas de martillo, unos gustos en los que no se había construido en mucho tiempo. En este contexto, la elección de un tejado de vigas de martillo era evocadora. Junto con algunos detalles góticos de los edificios universitarios de la misma época, fue cuestión de debate entre historiadores si este era o no un primer trabajo del estilo neo-gótico.
Entre los retratos de los arzobispos que hay en el palacio hay algunas obras de Hans Holbein, Anthony van Dyck, William Hogart y sir Joshua Reynolds.
Se añadió una nueva construcción al edificio en 1834, realizada por Edward Blore (1787-1879), quien, posteriormente, reconstruyó la mayor parte del palacio de Buckingham. Aquí su trabajo es neo-gótico, suficiente para haber satisfecho a sir Walter Scott. Son estos edificios los que ahora están habitados por el arzobispo.
En su capilla esta enterrado Matthew Parker, considerado cofundador de una de las corrientes del Anglicanismo.

## Biblioteca del palacio de Lambeth

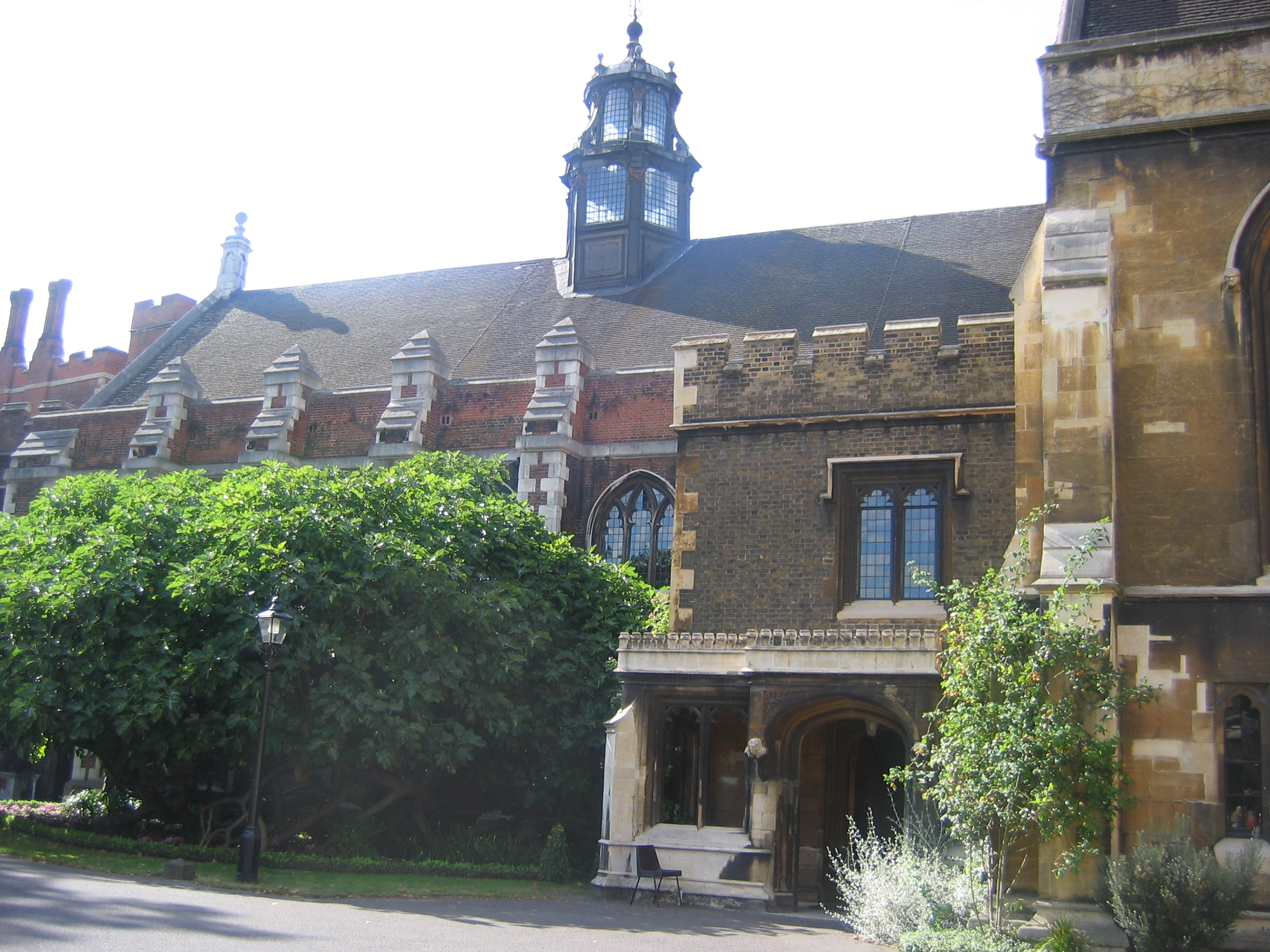
El gran salón con una de las higueras del cardenal Pole en el frente.

El palacio es también la sede de una biblioteca que es la oficial del arzobispado de Canterbury y principal depósito de documentos de la historia de la Iglesia de Inglaterra, fundada como biblioteca pública por el arzobispo Richard Bancoft en 1610. Contiene una vasta colección de documentos y material relacionado con la historia eclesiástica, incluyendo los archivos de arzobispos y obispos vinculados con diferentes misiones caritativas y sociedades anglicanas. La valiosa colección de manuscritos originales contiene importante material, algunos de ellos datan del siglo IX. Las otras colecciones contienen material de una inmensa variedad de temas, desde historia del arte y la arquitectura hasta historia colonial y de la Commonwealth, e innumerables aspectos de la historia social, política y económica de Inglaterra. La biblioteca es también una importante fuente para la historia local.